# Dhar Ubarran (veldslag)
De slag om de berg Dhar Ubarran (Obaran, Abarran) op 1 juni 1921 luidde het begin in van de Riffijnse onafhankelijkheidsstrijd tegen de Spaanse kolonisator. Deze veldslag werd de focus van het gelijknamige epische gedicht over de anti-koloniale strijd, al was de slag om Annual (Anoual), zeven weken later, veel groter en beslissend.

## Voorgeschiedenis
In 1912 had Spanje het protectoraat verworven over een groot deel van Noord-Marokko, in het verlengde van het Frans-Marokkaanse Verdrag van Fez. Acht jaar later begonnen de Spaanse legers werk te maken van de verovering van hun gebied. In het westen werd de stad Chefchaouen ingenomen. Vanuit het reeds bezette gebied van de Galaya in het oosten begonnen de troepen van generaal Silvestre in april 1920 aan een opmars richting het westen.
De veldtocht verliep met een opvallend gemak. De bevolking was uitgeput na jaren van droogte en hongersnood en de loyaliteit van een deel van de notabelen was gekocht met ‘pensioenen’.

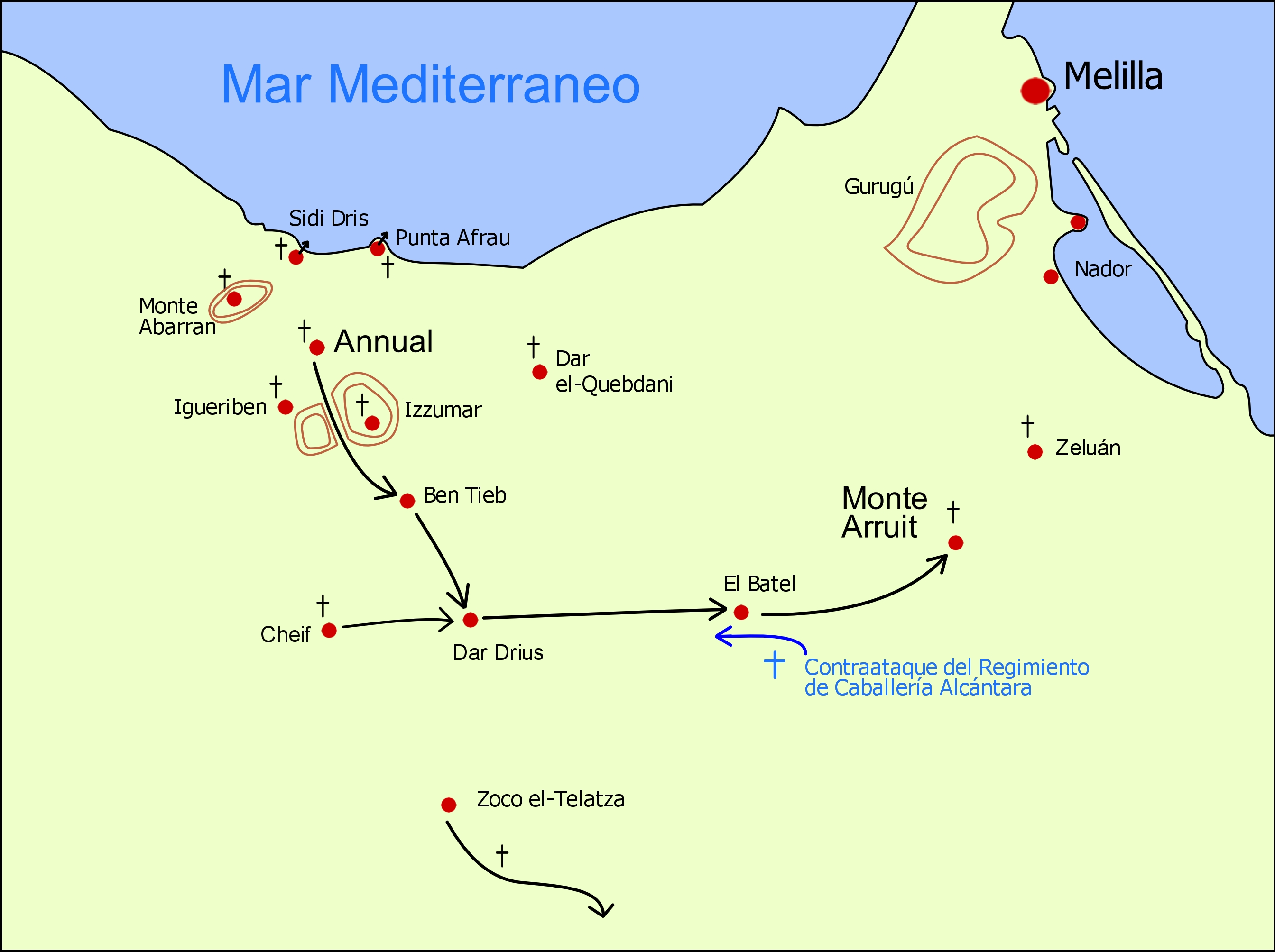
De zwarte pijlen staan voor de vluchtende Spaanse troepen na de Slag om Annual. Enkele kilometers westelijk van Dhar Ubarran (Monte Abarran) ligt de berg Qama.

In januari 1921 was het Spaanse leger opgerukt tot het dorp Annual, circa 80 kilometer ten westen van Melilla. Daar werd een groot kamp gebouwd voor vele duizenden militairen.
Het doel was om later via het land van de Temsamane door te stoten naar de Baai van Al Hoceima in het land van de Ait Waryaghar, de grootste en machtigste Riffijnse stam. Dit was de enige plek in de centrale Rif, waar troepen aan land gezet konden worden. Als het verzet van de Waryaghar was gebroken, zou het nog maar een kwestie van tijd zijn voordat de hele Rif in Spaanse handen zou zijn, zo was de gedachte. Van de Temsamane werd weinig tegenstand verwacht, omdat een deel van de notabelen op de hand van Spanje was. De leider van de Waryaghar, Abdelkrim El Khattabi, onderhandelde intussen met de Spaanse legerleiding over een vreedzame oplossing: samenwerking op voorwaarde van zelfbeschikking. De gesprekken leverden niets op.

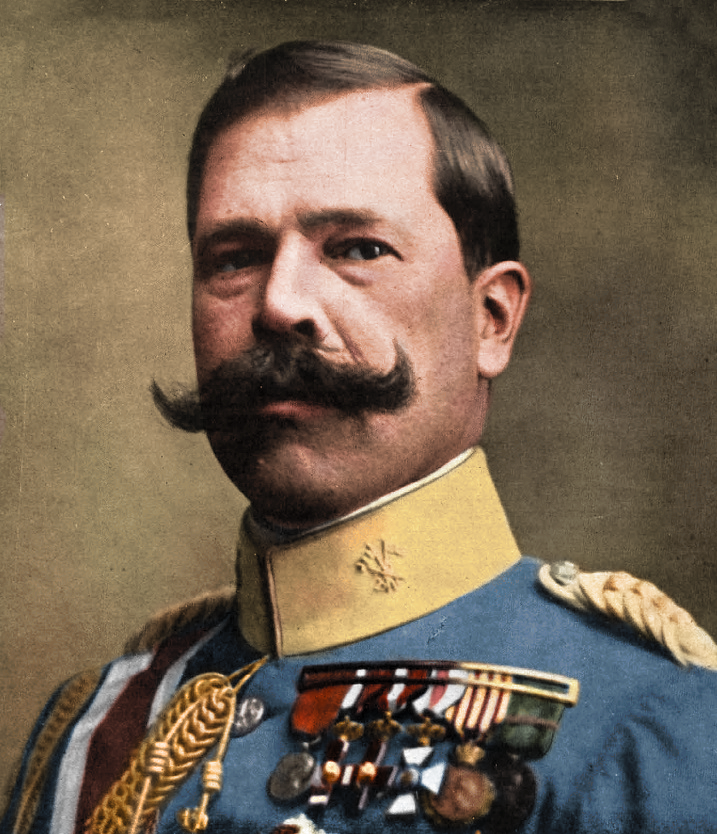
Generaal Manuel Fernández Silvestre

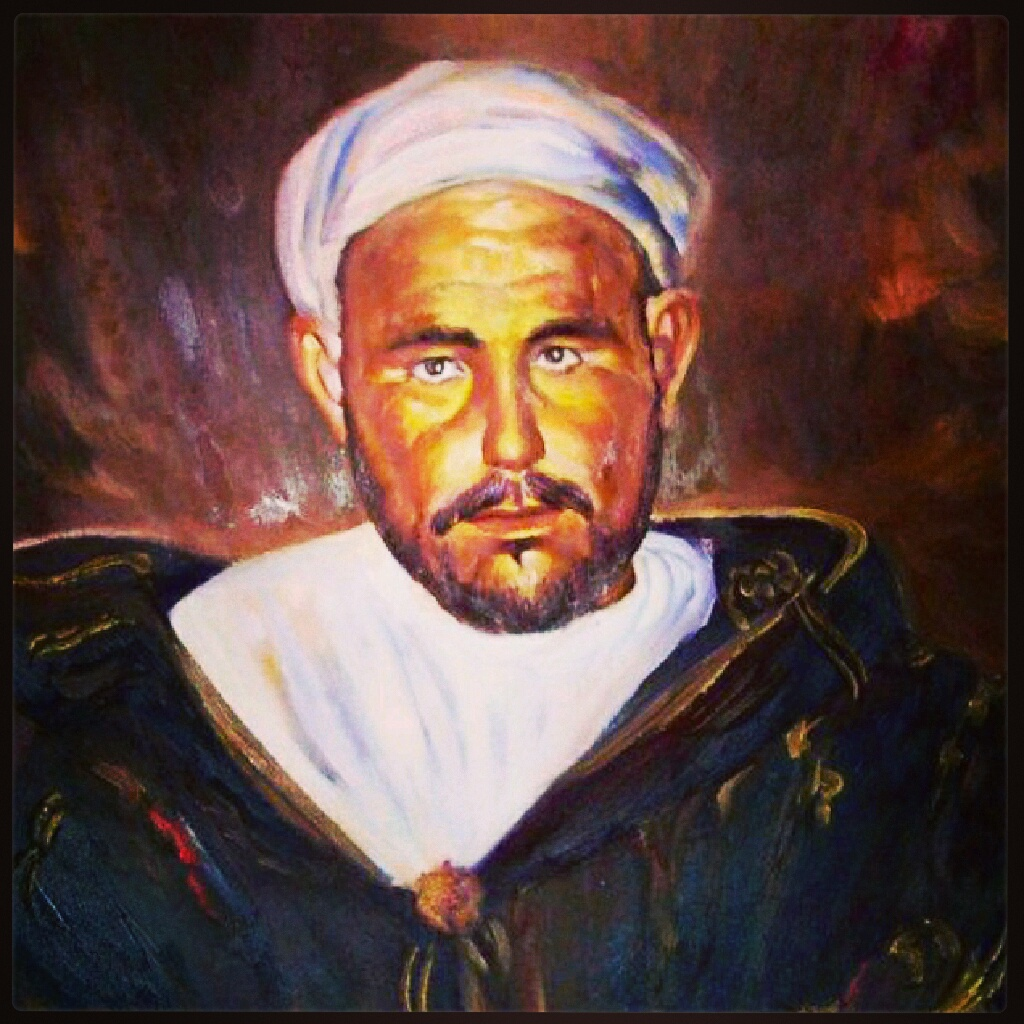
Mohammed Abdelkrim El Khattabi.

## Neutrale geschiedschrijving
Met het oog op de Spaanse dreiging hadden de Ait Waryaghar na de bezetting van Annual een harka (militie) van 400 à 500 strijders op de berg Qama geposteerd, ruim tien kilometer ten westen van Annual. Het was hun taak om een Spaanse opmars te blokkeren of te vertragen. De harka bestond voornamelijk uit Waryaghar, aangevuld met kleine contingenten van Temsamane, Ibaqouyen en misschien Ait Touzine. Mogelijk groeide deze strijdgroep aan, omdat in april was besloten 500 extra strijders van de Waryaghar te mobiliseren.
Om de harka de pas af te snijden en de flank van het het Spaanse leger te dekken tijdens de geplande opmars, besloot generaal Silvestre om een andere strategisch gelegen berg te bezetten, dicht bij de berg Qama. In de nacht van 31 mei op 1 juni vertrok een konvooi van 1500 manschappen vanuit de vesting in Annual naar Dhar Ubarran. Er werd een kamp gebouwd achter rollen prikkeldraad en zandzakken. De hoofdmacht trok ‘s middags weer terug naar Annual. Circa 250 bezetters bleven achter: 50 Spanjaarden en 150 à 200 Riffijnse huurlingen van de policia indigena (inheemse politie).
Waarschijnlijk werden ze ondersteund door een harka van ‘bevriende’ Temsamane.
Toen de verzetsstrijders in de vroege ochtend zagen dat er een Spaans kamp werd gebouwd op de top van Dhar Ubarran, verdeelden ze zich in drie groepen. Na het vertrek van de hoofdmacht namen twee groepen het kamp vanuit de omliggende hoogten in het westen en noorden permanent onder vuur. Onder dekking van dit vuur beklom een derde groep de oostelijke helling. Na drie à vier uur strijd was het kamp veroverd. Er werden 150 à 180 militairen gedood, 70 konden ontsnappen. Het aantal slachtoffers onder de verzetsstrijders is onbekend.

## Spaanse geschiedschrijving
In de Spaanse visie was de nederlaag te wijten aan de overmacht van de Riffijnse strijders en verraad in eigen kring. Toen het erom ging spannen, keerden de ‘bevriende’ harka en een groot aantal huurlingen zich tegen hun Spaanse bevelhebbers. De verdedigers moesten het hoofd bieden aan een leger van 2000 aanvallers dat in de loop van de slag aanzwol tot 3000. Ze waren ook onvoldoende bewapend. Weliswaar hadden ze de beschikking over vier kanonnen, die “vele slachtoffers” maakten. Maar in tegenstelling tot de Riffijnen hadden ze geen mitrailleurs en vochten ze met ouderwetse geweren. 24 Spaanse militairen vonden de dood; 76 huurlingen deserteerden of “verdwenen”, 25 Spaanse militairen en 46 huurlingen konden ontsnappen.

## Riffijnse geschiedschrijving
Ook in de Riffijnse visie worden de ongelijke verhoudingen benadrukt, maar dan in de omgekeerde richting. Het was de overwinning van “een groep guerrillastrijders met een rudimentaire militaire logistiek” op “een uitstekend toegerust Spaans leger”. Slechts 400 strijders slaagden erin een leger van 1500 soldaten te verslaan en 150 Spanjaarden en misschien wel 1000 huurlingen te doden. In een interview uit 1956 zegt Abdelkrim iets soortgelijks over de slag bij Annual. Hij stelt dat hij met een handjevol mannen wachtte totdat het Spaanse leger van 22000 "goed geüniformeerde troepen in een perfecte marsorde" recht in zijn armen liep. In enkele versies van het epische gedicht Dhar Ubarran wordt de gebrekkige  bewapening van de verzetsstrijders benadrukt. “Sommige strijders zijn gewapend met geweren, anderen alleen met sikkels.” En: “Amar El Madani, o dappere strijder, je hebt gestreden met je pistool en bent doorgegaan met je sabel.”

## Gevolgen
Onmiddellijk na de herovering van Dhar Ubarran vond een mislukte aanval plaats op het Spaanse kamp in het kuststadje Sidi Driss. Daarna bleef het anderhalve maand rustig omdat de Riffijnen eerst de oogst moesten binnenhalen, die dat jaar dankzij overvloedige regenval uitzonderlijk goed was. Tegelijkertijd werden er meer strijders geworven. De overwinning bij Dhar Ubarran gold als bewijs dat de Spanjaarden te verslaan waren. Halverwege juli werden de gevechten hervat. Eerst werden twee voorposten weggevaagd (bij Igueriben en Tizi Azza). Op 21 juli begon de aanval op het hoofdkwartier Annual. Generaal Silvestre gelastte de ontruiming van het kamp, die ontaardde in een chaos van wegvluchtende soldaten. Ook de generaal kwam om. De bezette gebieden kwamen nu massaal in opstand. Binnen enkele weken werden de Spaanse legers afgeslacht. De restanten werden teruggedreven naar hun laatste basis in Melilla.